# Լ
La Լ, minuscolo լ, è la dodicesima lettera dell'alfabeto armeno. Il suo nome è լյուն, lyown (armeno: [lyun]).
Rappresenta foneticamente la consonante laterale alveolare [l].

## Codici
- Unicode:
  - Maiuscola Լ : U+053C
  - Minuscola լ : U+056C